# Piatra Neamț
Piatra Neamț (en alemany, Kreuzburg an der Bistritz; en hongarès, Karácsonkõ) és una ciutat de Romania, capital de la regió de desenvolupament del Nord-est i de la província de Neamţ, a la regió històrica de Moldàvia. La seva situació privilegiada, al vessant oriental dels Carpats, fa de Piatra Neamț una de les ciutats més atractives del país. No és estrany, doncs, que rebi el sobrenom de la Perla de Moldàvia.

## Població
| Evolució de la població de Piatra Neamț |          |         |
| Any                                     | Població | ±%      |
| Cens 1912                               | 18.965   |         |
| Cens 1930                               | 29.827   | 57,27%  |
| Cens 1948                               | 26.303   | -11,81% |
| Cens 1956                               | 32.648   | 24,12%  |
| Cens 1966                               | 45.852   | 40,44%  |
| Cens 1977                               | 78.100   | 70,33%  |
| Cens 1992                               | 123.360  | 57,95%  |
| Cens 2002                               | 104.914  | −14,95% |

Segons el darrer cens nacional, realitzat el 2002, a la ciutat hi residien 104.914 persones, fet que la converteix en la 23a població més gran de Romania. La distribució ètnica de la mateixa és la recollida a continuació:
- Romanesos: 98,08%
- Gitanos: 1,30%
- Lipovans: 0,16%
- Hongaresos: 0,14%
- Altres: 0,32%

Segons les darreres estimacions, de 2004 però, la població hauria tornat a superar lleugerament els 110.000 habitants, després d'anys de disminució a causa de l'emigració.

## Distàncies en kilòmetres
Piatra Neamț es comunica mitjançant carretera amb altres grans ciutats de Romania, de les quals les separen les distàncies reflectides a continuació:
- Roman - 47km
- Bacău - 59km
- Suceava - 122km
- Iași - 131km
- Brașov - 229km
- Bucarest - 349km

## Ciutats agermanades
La localitat de Piatra Neamţ està agermanada amb els següents municipis:
- Roanne, França, des de 1992
- Riorges, França, des de 1992
- Villerest, França, des de 1992
- Hlyboca, Ucraïna, des de 1992
- Qiryat Mal'akhi, Israel, des de 1994
- Alpharetta, Geòrgia (Estats Units d'Amèrica), des de 1994
- Lod, Israel, des de 1994
- Orhei, República de Moldàvia, des de 1999
- Beinasco, Itàlia, des de 2001
- Manilva, Andalusia (Espanya), des de 2002
- Bergama, Turquia, des de 2007[3]
- Chișinău, República de Moldàvia, des de 2010